# Mount San Antonio
Mount San Antonio, také Mount Baldy je nejvyšší hora pohoří San Gabriel Mountains a současně nejvyšší hora Los Angeles County v Kalifornii, ve Spojených státech.
Leží 50 km severovýchodně od města Los Angeles a přibližně 15 km severně od hustě obydlené oblasti Los Angeles County. Občasně zasněžený vrchol hory dominuje celé oblasti Losangeleské pánve a je viditelný z většiny míst celé Jižní Kalifornie.

## Geografie
Jižní strana hory je strmá, severní je naopak pozvolnější. Vrchol je dostupný několika turistickými trasami. San Antonio má dva hlavní vrcholy, nižší západní se nazývá West Baldy a má nadmořskou výšku 3 044 m.